# Desigualtat de Hilbert
En anàlisi matemàtica, una branca de les matemàtiques, la desigualtat de Hilbert afirma que
{\displaystyle \left|\sum _{r\neq s}{\dfrac {u_{r}{\overline {u_{s}}}}{r-s}}\right|\leq \pi \displaystyle \sum _{r}|u_{r}|^{2}.}
per a qualsevol seqüència u1,u₂,... de nombres complexos. El primer en demostar-ho va ser el matemàtic alemany David Hilbert, amb la constant 2{\displaystyle \pi } en lloc de {\displaystyle \pi }; la constant que va trobar Issai Schur. Implica que la transformada discreta de Hilbert és un operador delimitat en ℓ₂.

## Formulació
Fem que (um) sigui una seqüència de nombres complexos. Si la seqüència és infinita, suposem que és sumable al quadrat:
{\displaystyle \sum _{m}|u_{m}|^{2}<\infty } {\displaystyle \pi }
La desigualtat de Hilbert (vegeu Steele, 2004) afirma que:
{\displaystyle \left|\sum _{r\neq s}{\dfrac {u_{r}{\overline {u_{s}}}}{r-s}}\right|\leq \pi \displaystyle \sum _{r}|u_{r}|^{2}.}

## Generalitzacions
El 1973, Montgomery i Vaughan va informar de diverses generalitzacions de la desigualtat de Hilbert, tenint en compte les formes bilineals:
{\displaystyle \sum _{r\neq s}u_{r}{\overline {u}}_{s}\csc \pi (x_{r}-x_{s})}
i
{\displaystyle \sum _{r\neq s}{\dfrac {u_{r}{\overline {u}}_{s}}{\lambda _{r}-\lambda _{s}}},}
on x1,x₂,...,xm són diferents nombres reals mòdul 1 (és a dir, pertanyen a classes diferents del grup quocient R/Z) i λ1,...,λm són nombres reals diferents. Montgomery & Vaughan's van donar les següents generalitzacions de la desigualtat de Hilbert
{\displaystyle \left|\sum _{r\neq s}u_{r}{\overline {u_{s}}}\csc \pi (x_{r}-x_{s})\right|\leq \delta ^{-1}\sum _{r}|u_{r}|^{2}.}
i
{\displaystyle \left|\sum _{r\neq s}{\dfrac {u_{r}{\overline {u_{s}}}}{\lambda _{r}-\lambda _{s}}}\right|\leq \pi \tau ^{-1}\sum _{r}|u_{r}|^{2}.}
on
{\displaystyle \delta ={\min _{r,s}}{}_{+}\|x_{r}-x_{s}\|,\quad \tau =\min _{r,s}{}_{+}\|\lambda _{r}-\lambda _{s}\|,}
{\displaystyle \|s\|=\min _{m\in \mathbb {Z} }|s-m|}
és la distància de s al nombre enter més proper, i min+ denota el valor positiu més petit. A més, si
{\displaystyle 0<\delta _{r}\leq {\min _{s}}{}_{+}\|x_{r}-x_{s}\|\quad {\text{and}}\quad 0<\tau _{r}\leq {\min _{s}}{}_{+}\|\lambda _{r}-\lambda _{s}\|,}
aleshores es mantenen les següents desigualtats:
{\displaystyle \left|\sum _{r\neq s}u_{r}{\overline {u_{s}}}\csc \pi (x_{r}-x_{s})\right|\leq {\dfrac {3}{2}}\sum _{r}|u_{r}|^{2}\delta _{r}^{-1}.}
i
{\displaystyle \left|\sum _{r\neq s}{\dfrac {u_{r}{\overline {u_{s}}}}{\lambda _{r}-\lambda _{s}}}\right|\leq {\dfrac {3}{2}}\pi \sum _{r}|u_{r}|^{2}\tau _{r}^{-1}.}